# Âm mưu ám sát Sondhi Limthongkul

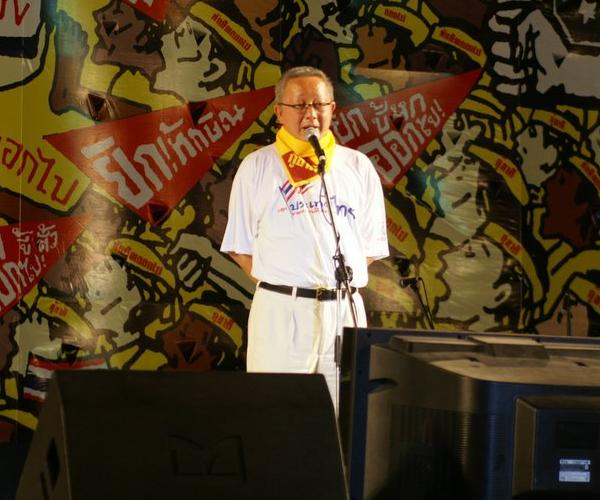
Sondhi phát biểu tại một cuộc biểu tình quần chúng, tháng 2 năm 2006.

Âm mưu ám sát Sondhi Limthongkul diễn ra vào Thứ sáu, ngày 17 tháng 4 năm 2009, khi các tay súng lạ mặt phục kích bắn bị thương Sondhi ở thủ đô Bangkok của Thái Lan. Sondhi Limthongkul là một trong các sáng lập viên của Áo Vàng, phong trào biểu tình chống cựu Thủ tướng Thái Lan Thaksin Shinawatra cũng như các đồng minh chính trị của ông, dẫn đến việc chiếm đóng hai phi trường ở Bangkok vào năm 2008. Ông thoát chết và sau khi được giải phẫu thì tỉnh táo và nói chuyện được, không bị chấn thương não bộ.

## Bối cảnh
Sondhi, một ông vua ngành truyền thông Thái Lan, lãnh tụ nhóm Liên minh Dân chủ Nhân dân và cũng là người ủng hộ chính phủ Abhisit Vejjajiva. Nhóm Liên minh Dân chủ Nhân dân, còn được gọi là nhóm "áo vàng", tổ chức nhiều cuộc biểu tình năm 2008 để đẩy liên minh của cựu Thủ tướng Thaksin Shinawatra ra khỏi chính quyền. Những người trong nhóm này phần lớn là giới trung lưu và trí thức trong xã hội Thái Lan, cũng như các thành phần bảo hoàng và sĩ quan hồi hưu.
Những cuộc biểu tình này làm tê liệt chính phủ Thái Lan trong nhiều tháng trời rồi sau đó chiếm đóng hai phi trường tại Bangkok trong một tuần lễ và chỉ chấm dứt sau khi có các án lệnh của tòa giải tán hai chính phủ do những đồng minh chính trị của ông Thaksin lãnh đạo, mở đường cho việc ông Abhisit lên làm thủ tướng vào tháng 12 năm 2008. Tuy nhiên các phán quyết này tạo sự giận dữ từ phía thành phần ủng hộ ông Thaksin, những người mặc áo đỏ, vì cho rằng ông Abhisit không có được sự chính thống khi lên nắm quyền.
Cuộc biểu tình của họ lên cao điểm ở Bangkok vào giữa tháng 4 năm 2009 nhưng được kêu gọi chấm dứt trước sự đe dọa trấn áp của quân đội. Phía áo đỏ, đa số là những người dân ở thôn quê, bày tỏ sự giận dữ trước việc một số người lãnh đạo của họ đã bị bắt trong tháng 4 năm 2009, trong khi ông Sondhi và đồng minh của ông không hề bị truy tố sau vụ chiếm đóng phi trường khiến hơn 300.000 du khách bị kẹt ở Thái Lan.

## Cuộc phục kích
Ông Sondhi Limthongkul, người làm chủ hệ thống truyền hình ASTV có khuynh hướng thân chính phủ, được tài xế chở đi làm vào sáng sớm ngày 17 tháng 4 năm 2009 thì có ít nhất hai người đi trên chiếc xe tải nhỏ tấn công bằng súng M-16 cũng như AK-47, trước hết bắn nổ bánh xe và sau đó quạt nhiều tràng đạn vào xe. Cảnh sát tìm thấy 84 vỏ đạn và cuộc tấn công này "rõ ràng là có ý giết người."
Người tài xế và một phụ tá của ông Sondhi cũng bị thương trong vụ nổ súng. Nhóm Liên minh Dân chủ Nhân dân của ông Sondhi ngay lập tức cáo giác rằng đây là cuộc tấn công có mục tiêu chính trị, một điều mà cảnh sát sau đó điều tra.

## Dư âm
Sondhi được đưa vào bệnh viện và nằm với máu chảy từ các vết thương ở trên đầu và trên vai ngày 17/4. Sondhi trong tình trạng sức khỏe ổn định sau khi các bác sĩ giải phẫu để lấy ra các mảnh đạn trong đầu. Sau một cuộc giải phẫu khẩn cấp, bác sĩ nói rằng ông Sondhi có thể nói và được an toàn. Tuy vậy, ông cần nằm trong bệnh viện thêm vài ngày để lấy sức khỏe.
Vụ tấn công xảy ra chỉ ít ngày sau khi quân đội chính phủ khởi sự trấn áp thành phần biểu tình chống chính phủ đương nhiệm. Chính phủ Thái Lan ngay lập tức tăng cường bảo vệ an ninh cho Thủ tướng Abhisit Vejjajiva, người xác định là tình trạng khẩn trương ban hành vào Chủ nhậtm ngày 12/4, 2009, tại Bangkok sẽ được tiếp tục duy trì. Xe chở ông Abhisit đã hai lần bị thành phần biểu tình áo đỏ tấn công trước và trong thời gian có các cuộc bạo động vào tháng 4 năm 2009.